# Heilige Willibrordusparochie (Bollenstreek)
De Willibrordusparochie is een rooms-katholieke parochie in de Bollenstreek in de Nederlandse provincie Zuid-Holland. 
De parochie ontstond op 1 januari 2010 uit een fusie van de parochies van de bollendorpen Lisse, Hillegom en De Zilk.
De parochie heeft vier kerken:
- Sint-Agathakerk (Lisse)
- H.H. Engelbewaarderskerk (Lisse)
- Sint-Martinuskerk (Hillegom)
- Heilig-Hart-van-Jezuskerk (De Zilk)

De parochie is gewijd aan de heilige Willibrord.

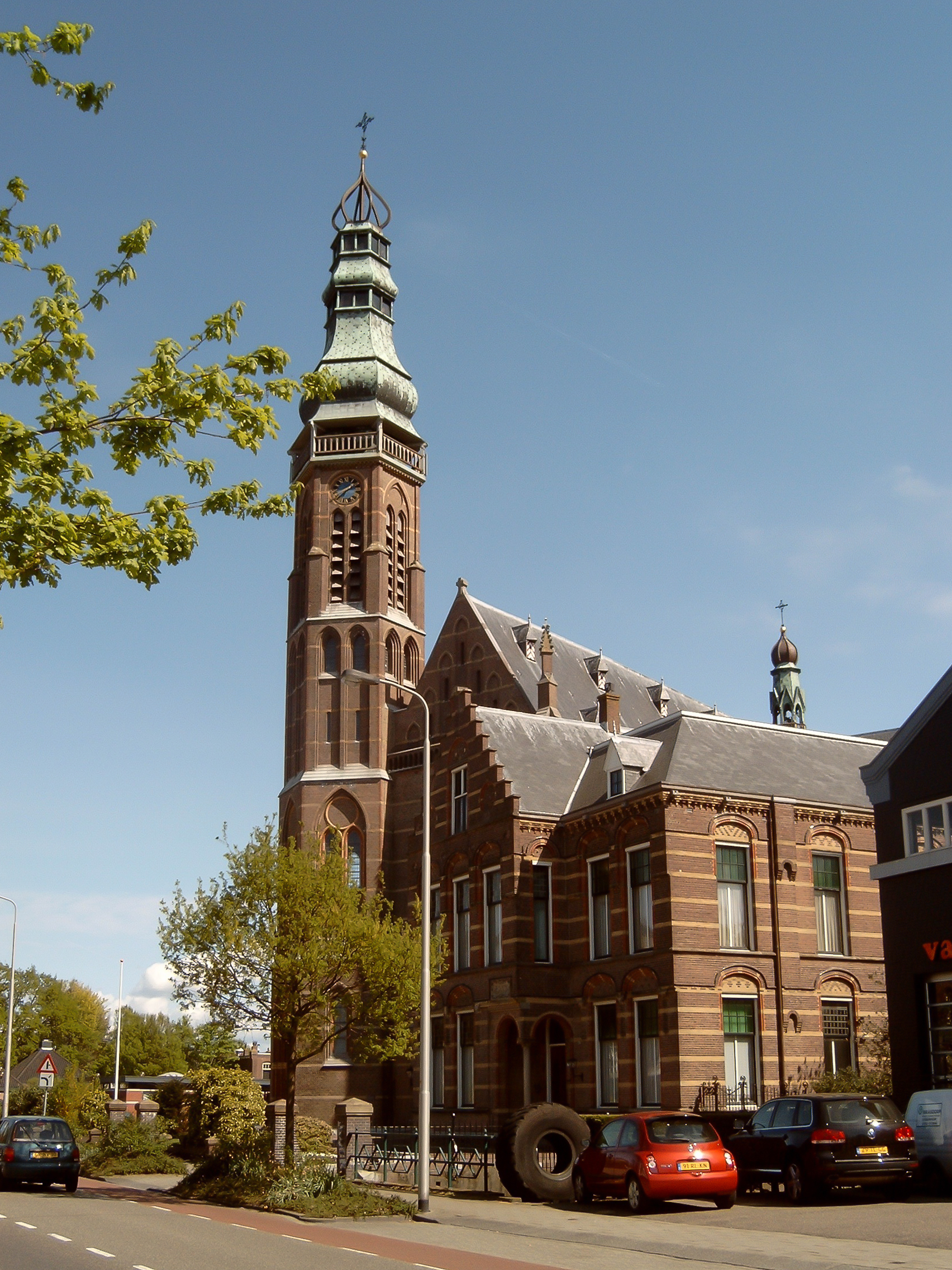
De Sint-Agathakerk in Lisse.
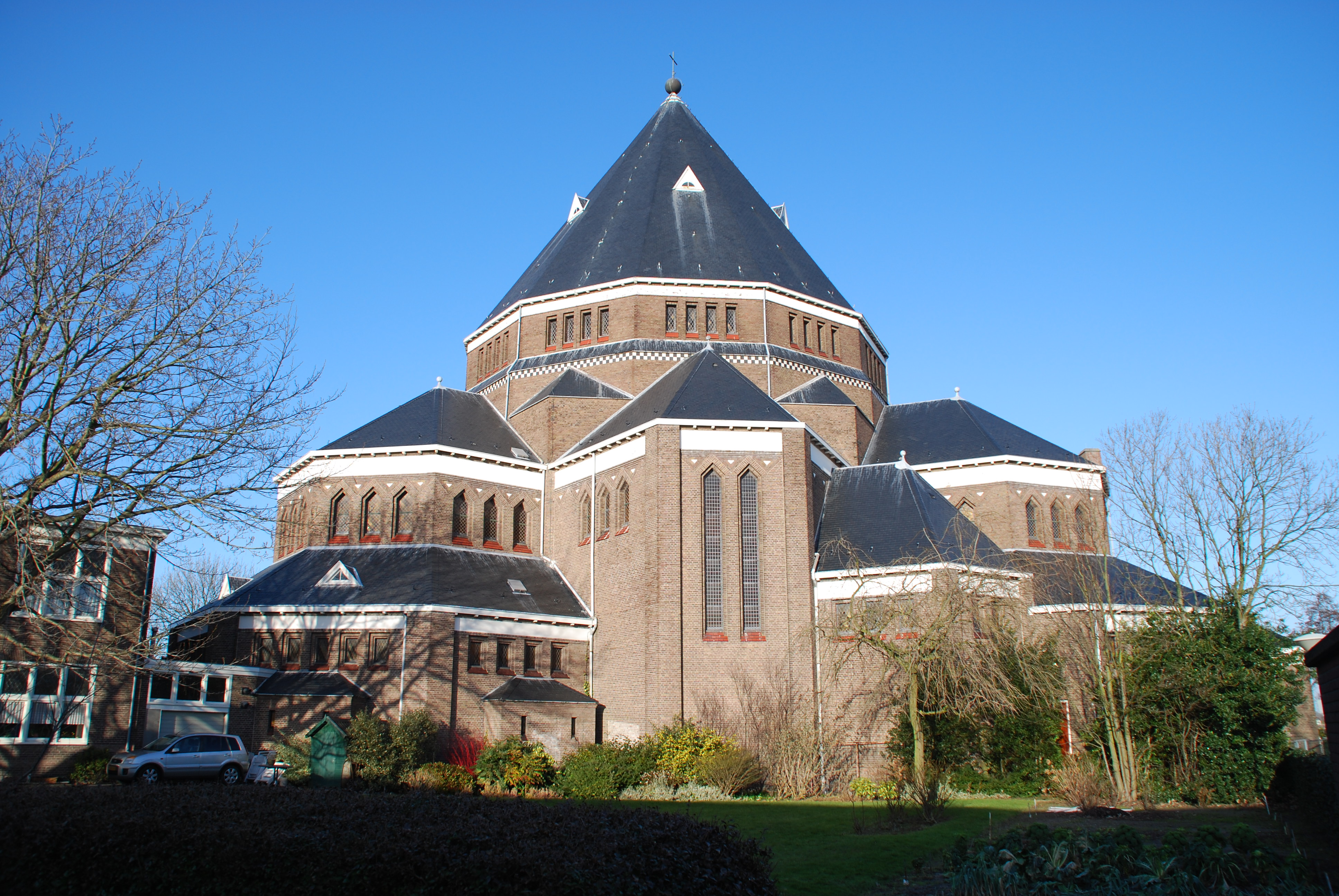
De Engelbewaarderskerk in Lisse.
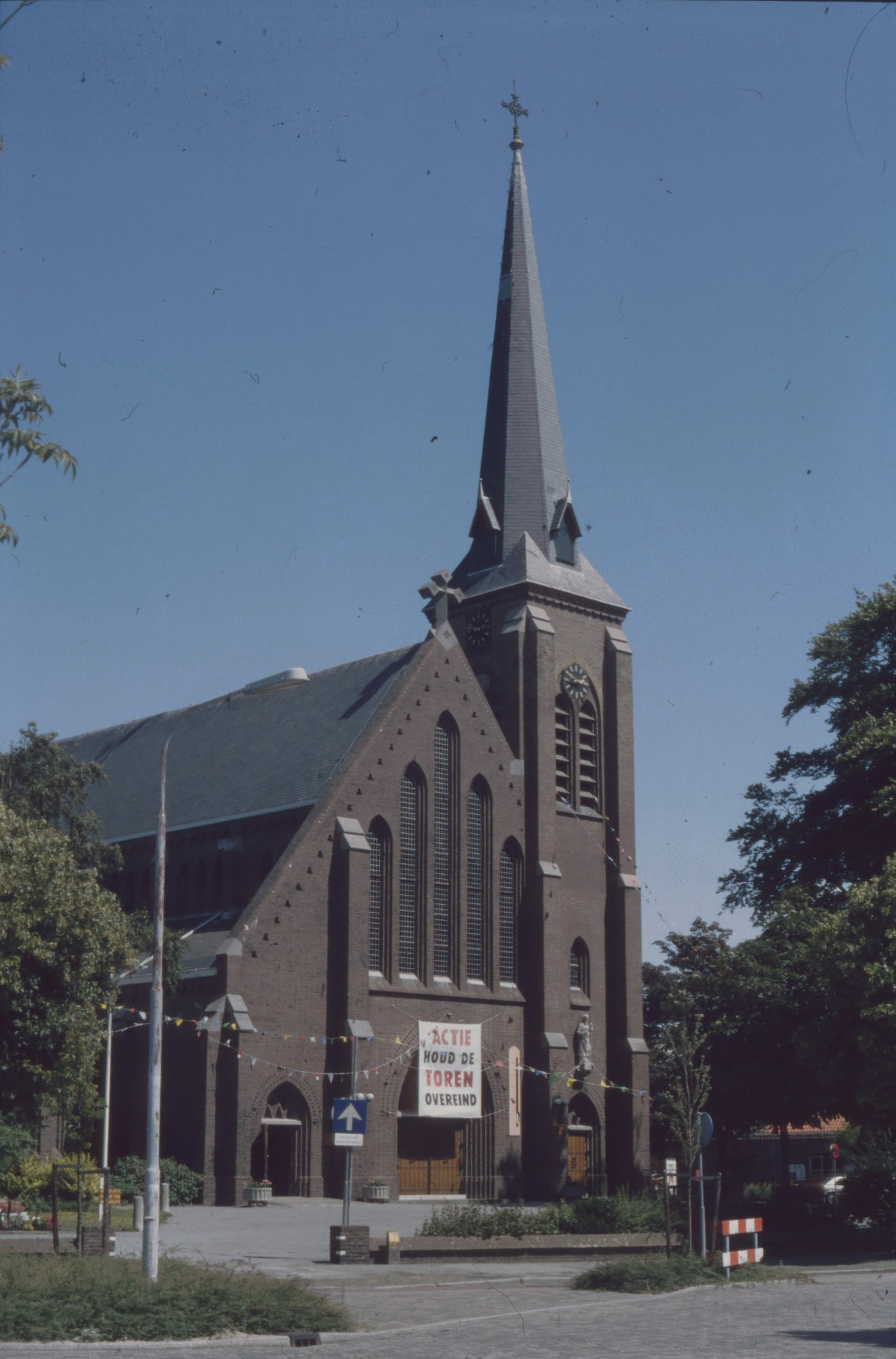
De Martinuskerk in Hillegom.
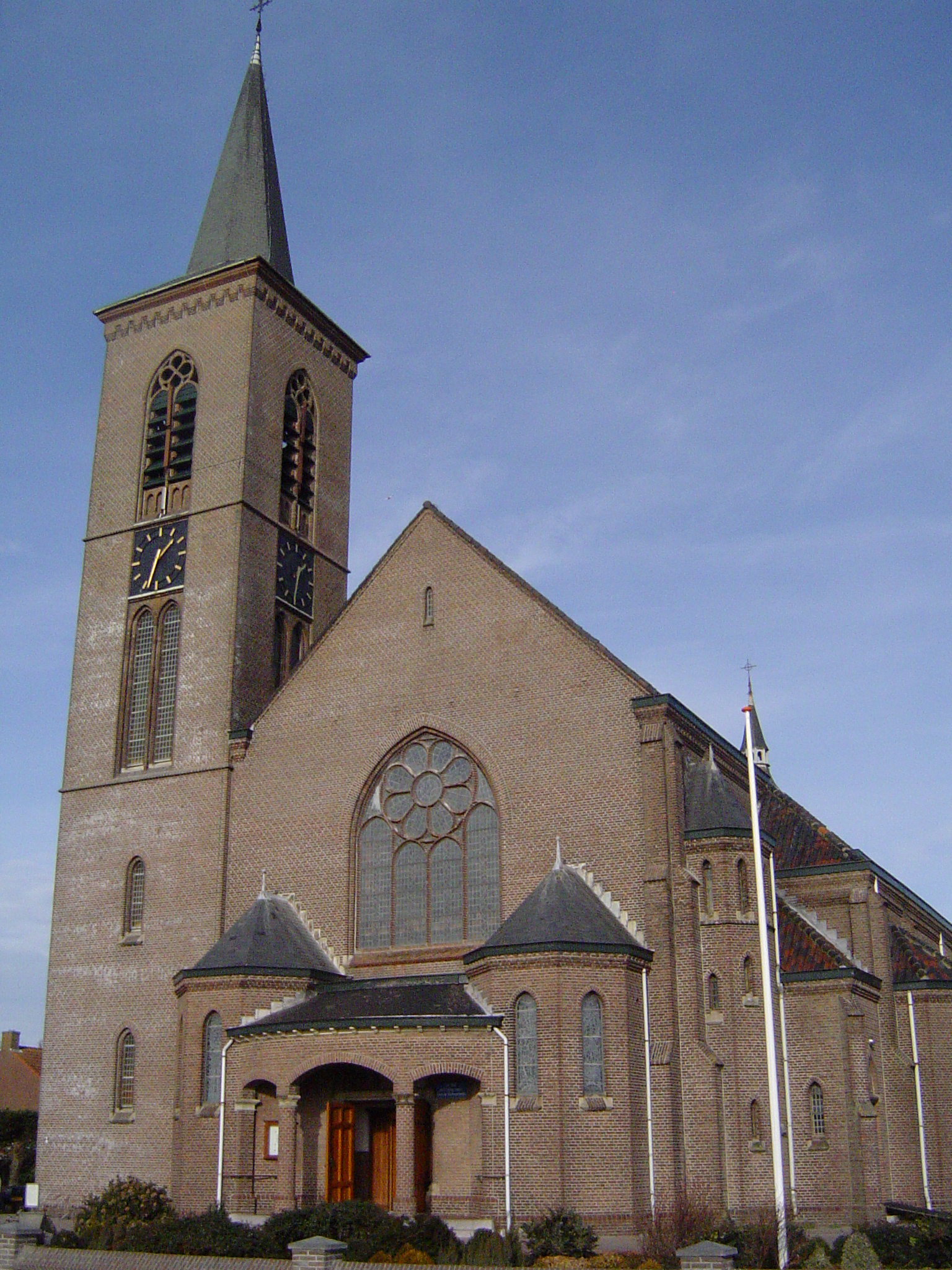
De Heilig Hartkerk in De Zilk.